# Curtain raising - musicians in East Africa
Curtain raising - musicians in East Africa er en dansk dokumentarfilm fra 2006, der er instrueret af Andreas Johnsen og Lotte Folke Kaarsholm.

## Handling
'My aim is not also to die here'. Flavaboy er en blandt mange determinerede og talentfulde musikere, som forsøger at bane en levevej ud af Nairobis ludfattige ghettomiljø gennem musikindustrien. Han bruger det meste af sin tid på at overbevise promotorer og andre indflydelsesrige personer om sit værd og er konstant på jagt efter en ny mulighed for at optræde live og måske tjene til sit næste måltid. En særdeles blomstrende musikscene i Nairobi har allerede fostret flere superstjerner og naturligt givet håb til mange som Flavaboy.